# Lestodiplosis braziliensis
Lestodiplosis braziliensis är en tvåvingeart som först beskrevs av Tavares 1920.  Lestodiplosis braziliensis ingår i släktet Lestodiplosis och familjen gallmyggor. Inga underarter finns listade i Catalogue of Life.